# Moularès (délégation)
Pour les articles homonymes, voir Moularès.
Moularès est une délégation tunisienne dépendant du gouvernorat de Gafsa.
En 2004, elle compte 31 733 habitants dont 15 787 hommes et 15 946 femmes répartis dans 6 276 ménages et 7 298 logements.